# Musica Tex-Mex
La musica Tex-Mex (chiamata negli USA Tejano music o Tex-Mex music) è un genere di musica latina che trae origine dalla musica folk delle popolazioni di lingua spagnola del Texas meridionale.

## Storia
Ha avuto origine negli anni cinquanta negli Stati Uniti d'America da forme musicali tipiche dell'America latina, in particolare del Messico, ma si è evoluta a contatto con la cultura americana, subendo considerevoli influenze dalla lingua inglese. Questa musica è molto popolare tra la numerosa comunità ispanica degli Stati Uniti.
Tra gli interpreti più famosi del Tex-Mex, inizialmente maschili, si ricordano Flaco Jiménez, Narciso Martines, Santiago Almeida, Paulino Bernal e più recentemente Ry Cooder, Ritchie Valens, Rubén Blades e gruppi come i Mazz e Los Lobos.
A partire dagli anni '80 anche molte cantanti si sono rivolte a questo genere musicale, modernizzandolo spesso con sonorità pop. Vanno ricordate in particolare Selena (la regina del Tejano), Gloria Estefan, Thalía, Paulina Rubio, Jennifer Lopez, Alicia Villarreal, Elsa Garcia, Laura Canales, Jay Perez, Rebecca Valadez e Jennifer Peña.